# Gustavo Cabral
Gustavo Daniel Cabral (Isidro Casanova, 14 ottobre 1985) è un calciatore argentino, difensore del Pachuca.

## Caratteristiche tecniche
È un difensore centrale.

## Palmarès

### Club

#### Competizioni nazionali
- Campionato messicano: 1

Pachuca: Apertura 2022

#### Competizioni internazionali
- CONCACAF Champions League: 1

Pachuca: 2024
- Derby delle Americhe: 1

Pachuca: 2024
- Challenger Cup: 1

Pachuca: 2024

### Nazionale
- Campionato mondiale Under-20: 1

Olanda 2005

### Individuale
- Squadra della stagione della UEFA Europa League: 1

2016-2017